# Cash (film, 1933)
Pour les articles homonymes, voir Cash.
Cash (If I Were Rich) est un film britannique réalisé par Zoltan Korda et sorti en 1933.

## Synopsis
Un financier en faillite tente de faire la promotion d'une société pour ses inventions en utilisant de la fausse monnaie.

## Fiche technique
- Autre titre : If I Were Rich
- Titre aux États-Unis : For Love or Money
- Réalisation : Zoltan Korda
- Scénario : Dorothy Greenhill, Arthur Wimperis
- Dialogues : Anthony Gibbs
- Producteurs : Randall Faye, Alexander Korda
- Photographie : Robert G. Martin
- Montage : Stephen Harrison
- Musique : Kurt Schröder
- Production : London Film Productions
- Durée : 61 minutes
- Date de sortie : 
  - Royaume-Uni : 9 octobre 1933

## Distribution
- Robert Donat : Paul Martin
- Wendy Barrie : Lilian Gilbert
- Edmund Gwenn : Edmund Gilbert
- Clifford Heatherley : Hunt
- Morris Harvey : Meyer
- Lawrence Grossmith : Joseph
- Hugh E. Wright : Jordan
- Anthony Holles : Inspecteur